# 20th Century Masters - The Millennium Collection: The Best of Waylon Jennings
20th Century Masters - The Millennium Collection: The Best of Waylon Jennings è un  album - raccolta di Waylon Jennings, pubblicato dalla MCA Nashville Records nel maggio del 2000.

## Tracce
1. Rough and Rowdy Days – 2:31 (Waylon Jennings, Roger Murrah) – Tratto dall'album A Man Called Hoss (1987)
2. If Ole Hank Could Only See Us Now – 2:51 (Waylon Jennings, Roger Murrah) – Tratto dall'album A Man Called Hoss (1987)
3. Working Without a Net – 2:40 (Don Cook, John Jarvis, Gary Nicholson) – Tratto dall'album Will the Wolf Survive (1986)
4. What You'll Do When I'm Gone – 2:55 (Larry Butler) – Tratto dall'album Will the Wolf Survive (1986)
5. Rose in Paradise – 3:36 (Jim McBride, Stewart Harris) – Tratto dall'album Hangin' Tough (1987)
6. Fallin' Out – 3:33 (Denny Lile) – Tratto dall'album Hangin' Tough (1987)
7. Which Way Do I Go (Now That I'm Gone) – 3:09 (Johnny McRae, Steve Clark) – Tratto dall'album Full Circle (1988)
8. How Much Is It Worth to Live in L.A. – 2:53 (Waylon Jennings, Roger Murrah) – Tratto dall'album Full Circle (1988)
9. You Put the Soul in the Song – 3:32 (Don Goodman, Tim Gaetano, John B. Detterline Jr.) – Tratto dall'album Full Circle (1988)
10. Trouble Man – 3:16 (Waylon Jennings, Tony Joe White) – Tratto dall'album Full Circle (1988)
11. Will the Wolf Survive – 3:24 (David Hidalgo, Louie Pérez) – Tratto dall'album Will the Wolf Survive (1986)

## Musicisti
- Waylon Jennings - voce, chitarra